# ミス・メドウズ 〜悪魔なのか? 天使なのか?〜
『ミス・メドウズ 〜悪魔なのか? 天使なのか?〜』（原題: Miss Meadows）は、カレン・リー・ホプキンス監督によってアメリカ合衆国で製作された2014年のサスペンス映画である。
キャッチコピーは「正義は私が決める。」。

## あらすじ
とある田舎町へ引っ越し、そこの小学校へ代理教師を務めることになったミス・メドウズ。花柄のワンピースを身にまとう風変わりな彼女は、地元の若い保安官のマイクに心を寄せるようになる。彼女には深い闇を抱えていたが、周囲に気付かれないよう振る舞い、子供達からも好かれる模範的な存在であった。ある日、彼女が町へ来た日をきっかけにいくつかの殺人事件が起こり始めた。警察は捜査を始め、被害者が変質者や元受刑者であったことから、自警団による犯行と判断した。マイクは目撃証言から作成された似顔絵がミス・メドウズに似ていることから、彼女に疑いの心が芽生え始める。

## キャスト
括弧内は日本語吹き替え。
- ミス・メドウズ - ケイティ・ホームズ（川越サキ）
- マイク - ジェームズ・バッジ・デール（渋谷茂）： 保安官
- スカイラー - カラン・マルヴェイ（古川裕隆）： 元受刑者
- ヘザー - エバ・コルカー（川西ゆうこ）
- ダニー - スティーブン・ビショップ（松丸幸太郎）
- トラックの男 - グレアム・ベッケル（緒方賢一）
- トゥルーディ・ネイヴィス - ケイト・リンダー（池田果奈子）
- 神父 - ジェームズ・キーン（宮﨑聡）
- マザー・メドウズ - ジーン・スマート（花藤蓮）
- ミセス・ダベンポート - メアリー・ケイ・プレイス（槇原千夏）
- ウィリアム - グレゴリー・アレン・スミス（勝井美優）

## 製作
2013年8月6日、オハイオ州クリーブランドで撮影が開始。

## 配給
日本では、2015年11月1日にDVDがリバー株式会社よりリリースされた。